# Parc national naturel de Yaigojé Apaporis
Le parc national naturel de Yaigojé Apaporis est un parc national situé dans les départements de Vaupés et Amazonas, en Colombie.